# 전원근
전원근(全源根, 1986년 11월 13일 ~ )은 대한민국의 전 축구 선수로 포지션은 라이트백였다.

## 클럽 경력
전원근은 2008년 11월 20일에 열린 2009 K리그 신인 드래프트에서 1순위로 지명되어 강원 FC에 입단하였다. 5월 24일에 열린 K리그 2009의 11라운드 울산과의 원정 경기에서 팀의 세 번째 골을 넣으며 마수걸이 골을 신고하였다.
2009 시즌 종료 후, 대구 FC로 이적하였다. 그러나 그를 영입했던 변병주 감독이 나가고, 이영진 감독이 새롭게 부임하여 자리를 잡지 못하였다. 결국 2010 시즌에 단 세 경기만을 출전하였고, 2011 시즌에는 단 한 경기도 출전하지 못하였다.
2011년 7월 27일, 김유성과의 트레이드로 경남으로 이적하였다.
그 후, 내셔널리그의 울산현대미포조선에서 주전으로 등극하여 활약하다가 이후 2013년부터 정광석 감독의 권유로 용인시청축구단으로 이적하였다. 하지만 2013시즌 5경기 출장에 그치는 부진을 보였고 결국 2013시즌을 끝으로 용인시청에서 나와 이른나이에 선수 생활을 은퇴하게 되었다.

## 지도자 경력
2016년부터 고향팀이자 자신이 뛰었던 대구 FC의 유소년 코치로 부임하였다. 이후 2017년 율원중학교 감독이 이삭 감독으로 바뀌면서 율원중학교에서 코치 생활을 시작하였다. 그리고 2020 시즌부터 이삭 감독이 나간뒤 율원중학교 감독에 부임하여 지도자 생활을 이어가고 있다.

## 클럽 통계
2009년 8월 30일 기준
| 클럽     | 클럽     | 클럽     | 리그 | 리그 | 컵            | 컵            | 리그컵 | 리그컵 | 총계 | 총계 |
| 시즌     | 클럽     | 리그     | 출장 | 득점 | 출장          | 득점          | 출장   | 득점   | 출장 | 득점 |
| 대한민국 | 대한민국 | 대한민국 | 리그 | 리그 | 대한민국 FA컵 | 대한민국 FA컵 | 리그컵 | 리그컵 | 합계 | 합계 |
| -------- | -------- | -------- | ---- | ---- | ------------- | ------------- | ------ | ------ | ---- | ---- |
| 2009     | 강원 FC  | K-리그   | 26   | 1    | 0             | 0             | 2      | 0      | 28   | 1    |
| 총 계    | 총 계    | 총 계    | 26   | 1    | 0             | 0             | 2      | 0      | 28   | 1    |

## 수상

### 클럽
고려대학교
- 전국대학축구대회: 2005, 2006, 2007, 2008

### 개인
- 전국대학축구대회 수비상: 2008